# Серверная комната

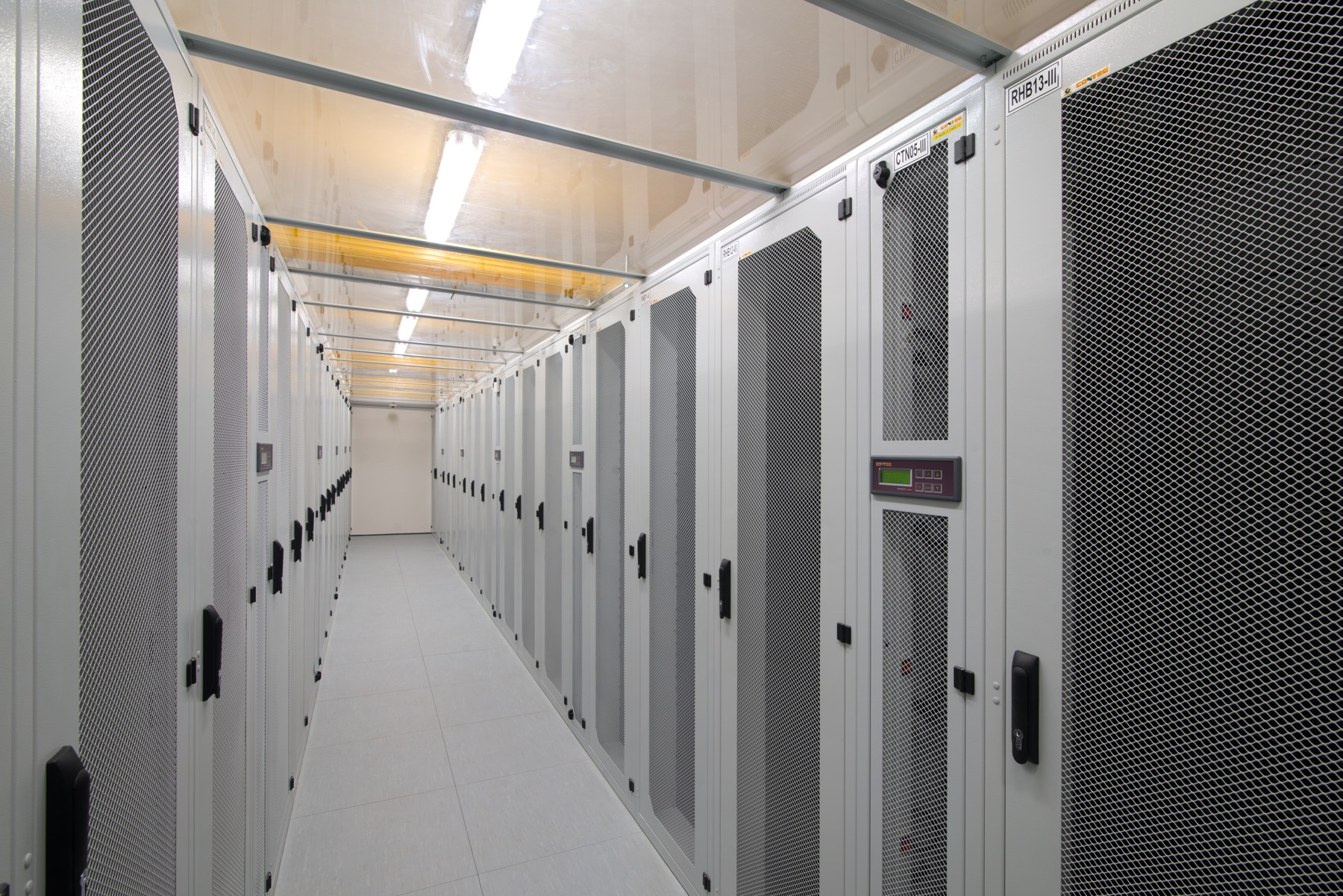
Серверная комната в городе Писеке, Чехия

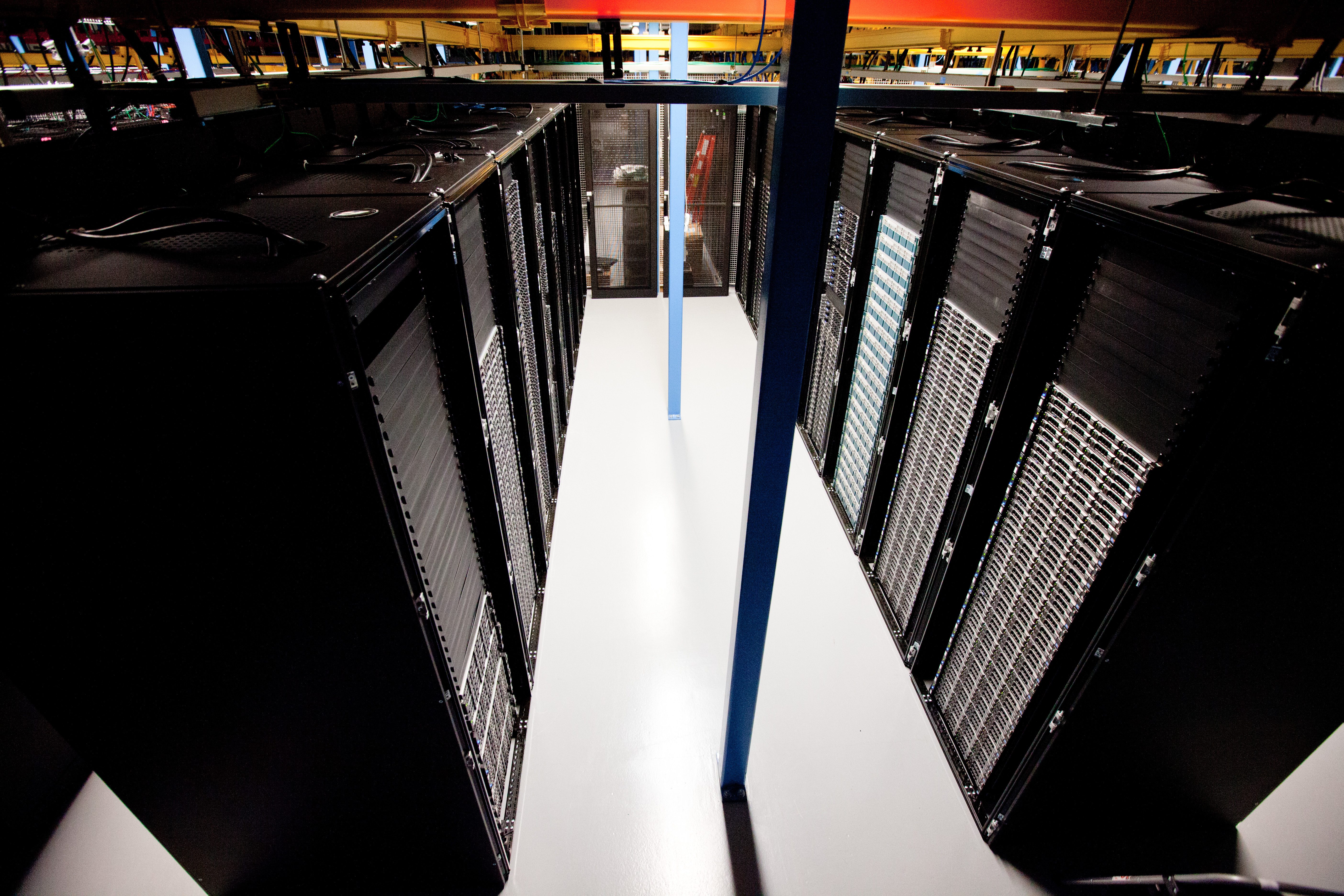
Серверная Фонда Викимедиа

Се́рверная комната (серверное помещение, серверная, помещение центра обработки данных:3.1.2) — выделенное помещение, оснащенное системами инженерно-технического обеспечения, специально предназначенными для серверного и телекоммуникационного оборудования.:3.1.2

## Техническое регулирование
Центры обработки данных разделяют на расположенные в отдельных зданиях (дата-центры) и расположенные в помещениях, встроенных в здания другого назначения.:4.3 Ранее (до 2000 года) существовало аналогичное разделение электронно-вычислительных машин на расположенные в отдельных зданиях и расположенные в помещениях, встроенных в здания другого назначения.:3.9
Также выделяют центры обработки данных площадью до 24 м² и потребляемой электрической мощностью до 250 кВт.:4.4

## Описание
Компьютеры в серверных помещениях обычно представляют собой системы без мониторов, которыми можно управлять удаленно через KVM-переключатель или программное обеспечение для удаленного администрирования, такое как Secure Shell, VNC и удаленный рабочий стол.
К помещению серверной предъявляются специфические рекомендации, например такие как:
- в серверной требуется поддерживать избыточное давление воздуха по отношению к примыкающим помещениям;
- при создании серверной комнаты целесообразно обеспечить резервирование электропитания, например при помощи подключения дизель-генератора;
- уровень пола в серверной должен быть не менее, чем на 10 см выше, чем в соседних помещениях;
- также необходимо использование независимых систем IP мониторинга серверных, включающих в себя датчики температуры и влажности, кабельные или простые датчики утечки воды, датчики тока и напряжения, счетчики электрической мощности, датчики воздушного потока и дыма;
- и другие.